# Homo Zapping
Homo Zapping fue un programa de televisión español humorístico producido por El Terrat. En primer lugar, fue emitido entre 2003 y 2007 en Antena 3. Tras cumplir cien emisiones, el programa tomó un descanso y volvió con otra denominación: Homo Zapping News. Posteriormente, en febrero de 2007, fue retirado de la parrilla debido a sus bajos datos de audiencia. Sin embargo, en 2016, se anunció su vuelta, esta vez en Neox.

## Historia
Nacido en 2003, consistía en parodias de programas populares en la televisión española. El formato imita los programas de zapping (de ahí el título), y cada semana un invitado al programa juega con los personajes. Uno de los juegos más típicos es someter al invitado a una parodia del concurso Pasapalabra.
Recibió el Premio Ondas al Mejor Programa de Entretenimiento (2004), el Premio ATV al Mejor Programa de Entretenimiento (2005). Igualmente, fue galardonado con el Premio TP de Oro al Mejor Programa de Entretenimiento (2005) y el Premio Zapping al Mejor Programa de Entretenimiento (2005).
Homo zapping fue un programa de parodia televisiva pura, y de ahí su novedad. En esa época, en la televisión española no había más parodias de personajes que Carlos Latre, y las parodias de la televisión eran en todo caso una sección de un programa (Cruz y Raya). En Homo Zapping, cada sketch recreaba el programa parodiado: informativos, concursos, programas infantiles, etc. Contaba con unos actores capaces de imitar y exagerar los rasgos y manías de sus personajes, y unos guionistas que se fijaban en estos detalles y los subvertían mediante el humor. Por estas razones, el programa resultó muy criticado por parte de algunos rostros famosos que eran parodiados habitualmente.
Por otro lado, tras su final en 2007, el 30 de diciembre de 2016 se emitió en Neox un especial con nuevos sketches y la emisión de las precampanadas desde la Puerta del Sol. Tras la buena acogida de este especial, Atresmedia encargó a El Terrat una temporada completa, que fue estrenada el 4 de junio de 2017 a las 22.30h. Así, el 30 de diciembre de 2017, debido al éxito del año anterior, se hizo un nuevo especial de Feliz Año Neox y se emitió otra temporada en el verano de 2018. Su última emisión tuvo lugar el 30 de diciembre de 2018 con el tercer especial de Feliz Año Neox.

## Actores

### Reparto general
- José Corbacho, director. Parodiaba, entre otros, a Pedro Erquicia, José Luis Garci, Javier Sardá, Jorge Javier Vázquez, Gerardo Castilla (El comisario) y Fernando Olmeda.
- Yolanda Ramos. Parodiaba, entre otras, a Lola (Un paso adelante), María Teresa Campos, Ana Obregón y Belén Esteban.
- Paco León (2003-2005). Parodiaba, entre otros, a Rober (Un paso adelante) Matías Prats, Bertín Osborne, Anne Igartiburu y Raquel Revuelta.
- Silvia Abril. Parodiaba, entre otras, a Ana Rosa Quintana, Cayetana Guillén Cuervo, Patricia Gaztañaga, Esther Malagón, Isabel Gemio, Terelu Campos y Susanna Griso.
- Mónica Pérez. Parodiaba a Kay Rush, Cristina Pedroche, Carmen Porter, Ana Pastor, Lucrecia y Mónica Naranjo.
- Jordi Ríos. Parodiaba, entre otros, a Iker Jiménez,Jesús Quintero, Lorenzo Milá, Quique Peinado, Alaska, Chenoa, Eduard Punset, Esperanza Gracia, Carmen Sevilla y Moscú (La casa de papel).
- Alexandra Palomo. Parodiaba, entre otras, a Lydia Bosch, Rocío Madrid, Lorena Berdún, Emma García y Àngels Barceló.
- Fermí Fernández. Parodiaba, entre otros, a Karlos Arguiñano,Hilario Pino, Miki Nadal, Jaime Cantizano y a Carlos Sobera.
- Josep Ferré. Parodiaba a Jesús Vázquez, Deborah Ombres,Sara Montiel,Kiko Hernández y Antonia Dell'Atte.
- David Ramírez. Parodiaba, entre otros, a Kristian Pielhoff, David Muñoz, Antonio Alcántara (Cuéntame cómo pasó) y Vilches (Hospital Central).
- Joan Bentallé. Parodiaba, entre otros, a Jorge Javier Vázquez y Jordi Hurtado.
- Pep Plaza. Parodiaba, entre otros, a Jordi González, Boris Izaguirre y J. J. Santos
- Edu Soto: Varios personajes
- Esther Soto: Parodiaba, entre otros, a Chelo García-Cortés, Tammy (La casa de tu vida ).
- Mireia Portas: Varios personajes
- Manolo Ochoa: Varios personajes
- Toni Moog: Varios personajes
- Raúl Pérez: Parodiaba a Alberto Chicote, Arturo Valls, Josep Pedrerol y Antonio García Ferreras
- David Fernández: Parodiaba a Risto Mejide, Eduardo Inda, Pablo Iglesias, Frank Blanco y Berlín (La casa de papel)
- Elías Torrecillas: Parodiaba a Mario Vaquerizo, Anna Simon, Frank Cuesta y Denver (La casa de papel).
- Anna Bertrán: Parodiaba a Cristina Pedroche (Especial Nochevieja)
- Olga Hueso: Parodiaba a María Teresa Campos, Mercedes Milá y Gloria Serra
- Marta Corral: Parodiaba a Emma García
- Javier Quero: Parodiaba a Bertín Osborne
- Federico de Juan: Parodiaba a Manel Fuentes
- Max Marieges: Parodiaba a Jordi Évole
- Carles Roig: Parodiaba a El Profesor (La casa de papel), Lorenzo Caprile, Roi (OT) y Juanra Bonet.
- Alba Florejachs: Parodiaba a Nairobi (La casa de papel), Raquel Murillo (La casa de papel) y María Escoté
- Paloma Jiménez: Parodiaba a Tokio (La casa de papel), Aitana (OT) y Mónica Carrillo
- Aitor Galisteo: Parodiaba a Paquita Salas, Joaquín Reyes.

Especiales:
- Mariví Bilbao como Azofaifa, la asistenta y ella misma, en el sketch de Pasapalabra.
- Paz Padilla como Profesora de Ballet.
- Antonia San Juan como Matias 2.
- Josema Yuste como él mismo.
- Daniel Guzmán como el Padre Luisma.
- María Patiño como la Cocinera.
- Jorge Sanz como el Ladrón.
- Esther Arroyo como Anfitriona.
- Ben DeMarco como Gino.
- Andreu Buenafuente como Zacarías Prats.
- Juanjo Pardo como Germán.
- Mireia Portas como Rebeca.
- Miquel Àngel Ripeu como Lolo.
- Imanol Arias es Antonio Alcántara.

### Invitados

#### 1.ª Etapa
| - Alaska - Alexis Valdés - Alicia Senovilla - Ana García Lozano - Ana García Siñeriz - Ana Obregón - Andreu Buenafuente - Andy y Lucas - Àngel Llàcer - Anne Igartiburu - Antonia Dell’Atte - Antonia San Juan - Antonio Gala - Arturo Fernández - Bárbara Rey - Beatriz Luengo - Belén Esteban - Ben DeMarco - Bibiana Fernández - Blanca Portillo - Carlos García Hirschfeld | - Carlos Larrañaga † - Carlos Latre - Carmen Janeiro - Carmen Sevilla - Carolina Ferre - Chelo García Cortés - Concha Cuetos - Constantino Romero † - Coto Matamoros - Cristina Aguilera - Daniel Guzmán - David Bustamante - Emma García - Encarna Salazar - Esther Arroyo - Estopa - Fernando Alonso - Gomaespuma - Imanol Arias - Inés Ballester | - Isabel Gemio - Ivonne Reyes - Jaime Bores - Jaime Cantizano - Javier Coronas - Javivi - Jordi Estadella - Jordi Hurtado - Jordi Rebellón - Jorge Cadaval - Jorge Fernández - Jorge Sanz - José Luis Garci - José Manuel Parada - José María Íñigo - Joselito - Josema Yuste - Juan Ramón Lucas - Juanjo Pardo - Kay Rush - Las Supremas de Móstoles | - Lydia Lozano - Malena Alterio - Manu Chónchez - María Barranco - María Jiménez - María Patiño - María Teresa Campos - Mariano Mariano - Mariví Bilbao † - Massiel - Miguel Bosé - Miquel Àngel Ripeu - Mireia Portas - Miki Nadal - Natalia - Natalia Verbeke - Nicki - Nuria Roca - Pablo Carbonell - Paco León | - Patricia Gaztañaga - Paula Vázquez - Paz Padilla - Pedro Reyes † - Raquel Revuelta - Rosa López - Rosario Pardo - Rossy de Palma - Santi Millán - Santiago Segura - Sara Montiel † - Sofía Mazagatos - Susanna Griso - Tamara - Terelu Campos - Teresa Viejo - Toñi Salazar - Víctor Sandoval |

#### 2ª Etapa
- Alberto Chicote
- Ana Guerra
- Ana Morgade
- Arturo Valls
- Chenoa
- Cristina Pardo
- Cristina Pedroche
- Edu Soto
- Jorge Fernández
- José Corbacho
- Juanra Bonet
- La Terremoto de Alcorcón
- Octavi Pujades

## Parodias

### Parodias  (1.ª Etapa: 2003-2007)

#### Programas de televisión
- 7 días, 7 noches
- A tu lado
- Ahora
- Alerta 112
- ¡Allá tú!
- Antena 3 Noticias
- Aquí hay tomate
- Aventura en África
- Bricomanía
- Buenafuente
- Cada día
- Channel n°4
- Cine de barrio
- Corazón
- Corazón, Corazón
- Crónicas marcianas
- Cruz y Raya Show
- Cuarto milenio
- Del 40 al 1
- Día a día
- Diario de
- Documentos TV
- ¿Dónde estás corazón?
- Dos rombos
- El club de la comedia
- El día después
- El diario de Patricia
- El loco de la colina
- El programa de Ana Rosa
- Escuela de sabores
- España directo
- Estoy por ti
- Estrenos de cartelera
- Eurosport
- Gente
- Gran Hermano
- Gran Hermano VIP
- Hay una carta para ti
- Informativos Telecinco
- Karlos Arguiñano en tu cocina
- La casa de tu vida
- La granja
- La hora de la verdad
- La línea de la vida
- La vida es rosa
- Las cerezas
- Lo que inTeresa
- Los Lunnis
- Lluvia de estrellas
- Mira quién baila
- Moto GP
- MTV Hot
- Música 1
- Naturaleza salvaje
- Negro sobre blanco
- Noche de fiesta
- Noche de impacto
- Noche Hache
- Nosolomúsica
- Noticias Cuatro
- Operación Triunfo
- Pasapalabra
- Pecado original
- Por la mañana
- ¡Qué grande es el cine!
- ¿Quién quiere ser millonario?
- Ratones coloraos
- Redes
- Sábado Noche
- Saber vivir
- Saber y ganar
- Sabor a ti
- Sportmanía
- Telecupón
- Telediario
- TNT
- U-24
- Un, dos, tres
- Versión española

#### Series de televisión
- 7 vidas
- 24
- Ana y los siete
- Aquí no hay quien viva
- Colombo
- CSI: Miami
- CSI: Las Vegas
- Cuéntame cómo pasó
- Curro Jiménez
- Dallas
- El comisario
- El cuerpo del deseo
- El equipo A
- Embrujadas
- Heidi
- Hospital Central
- Kung Fu
- La casa de la pradera
- Los ángeles de Charlie
- Los Serrano
- Los Simpson
- Los vigilantes de la playa
- Machos
- Mi gorda bella
- Mis adorables vecinos
- Motivos personales
- Mujeres desesperadas
- Paco y Veva
- Pasión de gavilanes
- Shin Chan
- Sin rastro
- Star Trek
- Un paso adelante
- Vacaciones en el mar
- Verano azul
- Vientos de agua
- Walker, Texas Ranger

### Parodias (2ª Etapa: 2016-2018)

#### Programas de televisión
- ¡Ahora caigo!
- Al rojo vivo
- Antena 3 Noticias
- Arusitys
- ¡Boom!
- Cámbiame
- Chester
- Cuarto Milenio
- El chiringuito de jugones
- El jefe infiltrado
- El objetivo
- El programa de Ana Rosa
- Equipo de investigación
- Espejo público
- First Dates
- Karlos Arguiñano en tu cocina
- La casa de empeños
- La ruleta de la suerte
- La voz
- Las Campos
- Las Kardashian
- Maestros de la costura
- MasterChef
- MasterChef Celebrity
- Mi casa es la tuya
- Mujeres y hombres y viceversa
- Operación Triunfo
- Pasapalabra
- Pesadilla en la cocina
- Salvados
- Tu cara me suena
- Tu cara no me suena todavía
- Urgencias bizarras
- Ven a cenar conmigo
- Zapeando

#### Series de televisión
- Arde Madrid
- Cuéntame cómo pasó
- El cuento de la criada
- El Ministerio del Tiempo
- Élite
- Fariña
- La casa de las flores
- La casa de papel
- Paquita Salas
- The Big Bang Theory

## Audiencias

### Episodios y audiencias en Antena 3
A continuación se muestran las audiencias medias de tres intervalos de emisión del programa en Antena 3, concretamente entre 2003 y 2005:
- 09/12/2003 a 30/12/2003 - 18,3% cuota de pantalla (2.416.200 espectadores).
- 06/01/2004 a 24/12/2004 - 18,5% cuota de pantalla (2.882.400 espectadores).
- 02/01/2005 a 15/07/2005 - 22,1% cuota de pantalla (3.184.000 espectadores).

### Episodios y audiencias en Neox
En este subapartado, por el contrario, se indican las audiencias medias por temporadas de la segunda etapa del programa, además de los datos detallados de cada emisión.
| Temporada | Temporada | Episodios | Estreno             | Final               | Audiencia media | Audiencia media | Audiencia media |
| Temporada | Temporada | Episodios | Estreno             | Final               | Espectadores    | Cuota           |                 |
| --------- | --------- | --------- | ------------------- | ------------------- | --------------- | --------------- | --------------- |
|           | 1         | 13        | 4 de junio de 2017  | 16 de julio de 2017 | 385 000         | 2,4%            |                 |
|           | 2         | 13        | 17 de junio de 2018 | 29 de julio de 2018 | 333 000         | 2,2%            |                 |

#### Temporada 1 (2017)
| N.º | Fecha de emisión    | Espectadores | Cuota |
| --- | ------------------- | ------------ | ----- |
| 01  | 4 de junio de 2017  | 486 000      | 2,7%  |
| 02  | 11 de junio de 2017 | 491 000      | 2,7%  |
| 03  | 11 de junio de 2017 | 396 000      | 2,3%  |
| 04  | 18 de junio de 2017 | 384 000      | 2,3%  |
| 05  | 18 de junio de 2017 | 368 000      | 2,2%  |
| 06  | 25 de junio de 2017 | 289 000      | 1,7%  |
| 07  | 25 de junio de 2017 | 312 000      | 1,9%  |
| 08  | 2 de julio de 2017  | 421 000      | 2,8%  |
| 09  | 2 de julio de 2017  | 409 000      | 2,6%  |
| 10  | 9 de julio de 2017  | 340 000      | 2,3%  |
| 11  | 9 de julio de 2017  | 265 000      | 1,8%  |
| 12  | 16 de julio de 2017 | 404 000      | 3,0%  |
| 13  | 16 de julio de 2017 | 437 000      | 3,2%  |

#### Temporada 2 (2018)
| N.º | Fecha de emisión    | Espectadores | Cuota |
| --- | ------------------- | ------------ | ----- |
| 01  | 17 de junio de 2018 | 443 000      | 2,5%  |
| 02  | 17 de junio de 2018 | 338 000      | 2,2%  |
| 03  | 24 de junio de 2018 | 385 000      | 2,4%  |
| 04  | 24 de junio de 2018 | 320 000      | 2,0%  |
| 05  | 1 de julio de 2018  | 443 000      | 2,7%  |
| 06  | 1 de julio de 2018  | 415 000      | 2,7%  |
| 07  | 8 de julio de 2018  | 269 000      | 1,9%  |
| 08  | 8 de julio de 2018  | 279 000      | 1,9%  |
| 09  | 15 de julio de 2018 | 284 000      | 2,0%  |
| 10  | 15 de julio de 2018 | 268 000      | 1,9%  |
| 11  | 22 de julio de 2018 | 365 000      | 2,7%  |
| 12  | 22 de julio de 2018 | 287 000      | 2,1%  |
| 13  | 29 de julio de 2018 | 237 000      | 1,8%  |